# Glaucytes helenae
Glaucytes helenae là một loài bọ cánh cứng trong họ Cerambycidae.